# M. R. Krishna
M. R. Krishna (* 1924 in Trimulgherry, Secunderabad, Staat Hyderabad, heute Andhra Pradesh) ist ein ehemaliger indischer Politiker des Indischen Nationalkongresses (INC), der von 1952 bis 1970 Mitglied der Lok Sabha sowie zwischen 1972 und 1982 Mitglied der Rajya Sabha war.

## Leben
Krishna, der als Landwirt und Unternehmer tätig war, engagierte sich 1942 in der „Quit India“-Bewegung und wurde wegen seiner Aktionen und der Organisation von Jugenddemonstrationen gegen den damaligen Diwan von Hyderabad, Nawab Sir Muhammad Ahmad Said Khan Chhatari, festgenommen.
Nach der Unabhängigkeit Indiens vom Vereinigten Königreich wurde Krisha für den Indischen Nationalkongress bei den zwischen Oktober 1951 und Februar 1952 stattgefundenen ersten Wahlen zum Mitglied der Lok Sabha gewählt, des Unterhauses des indischen Parlaments. Bei den Wahlen im Februar und März 1957 wurde er in dem zu Andhra Pradesh gehörenden Wahlkreis 3 Karimnagar als Mitglied der Lok Sabha wiedergewählt. Zuletzt vertrat er nach den Wahlen vom Februar 1962 und seiner Wiederwahl bei den Wahlen vom Februar 1967 den für die Scheduled Castes reservierten und auch zu Andhra Pradesh gehörenden Wahlkreis 2 Peddapalle.
Während dieser Zeit fungierte er in der ersten Regierung von Premierministerin Indira Gandhi von 1967 bis 1971 als Vize-Minister für Verteidigung, industrielle Entwicklung und internationalen Handel.
Am 19. Juli 1972 wurde Krishna Mitglied der Rajya Sabha, des Oberhauses des indischen Parlaments, dem er fast zehn Jahre lang bis zum 2. April 1982 angehörte.
Aus seiner Ehe mit Saraswati Bai gingen zwei Söhne und eine Tochter hervor.